# Feneur
Feneur (en való F’neûr) és un antic municipi de Bèlgica a la Província de Lieja, a la vall del Bolland. El 1977 va fusionar-se amb Dalhem. Té 503 habitants i té una superfície de 138 ha. El nom significa terra de fenc.

## Història

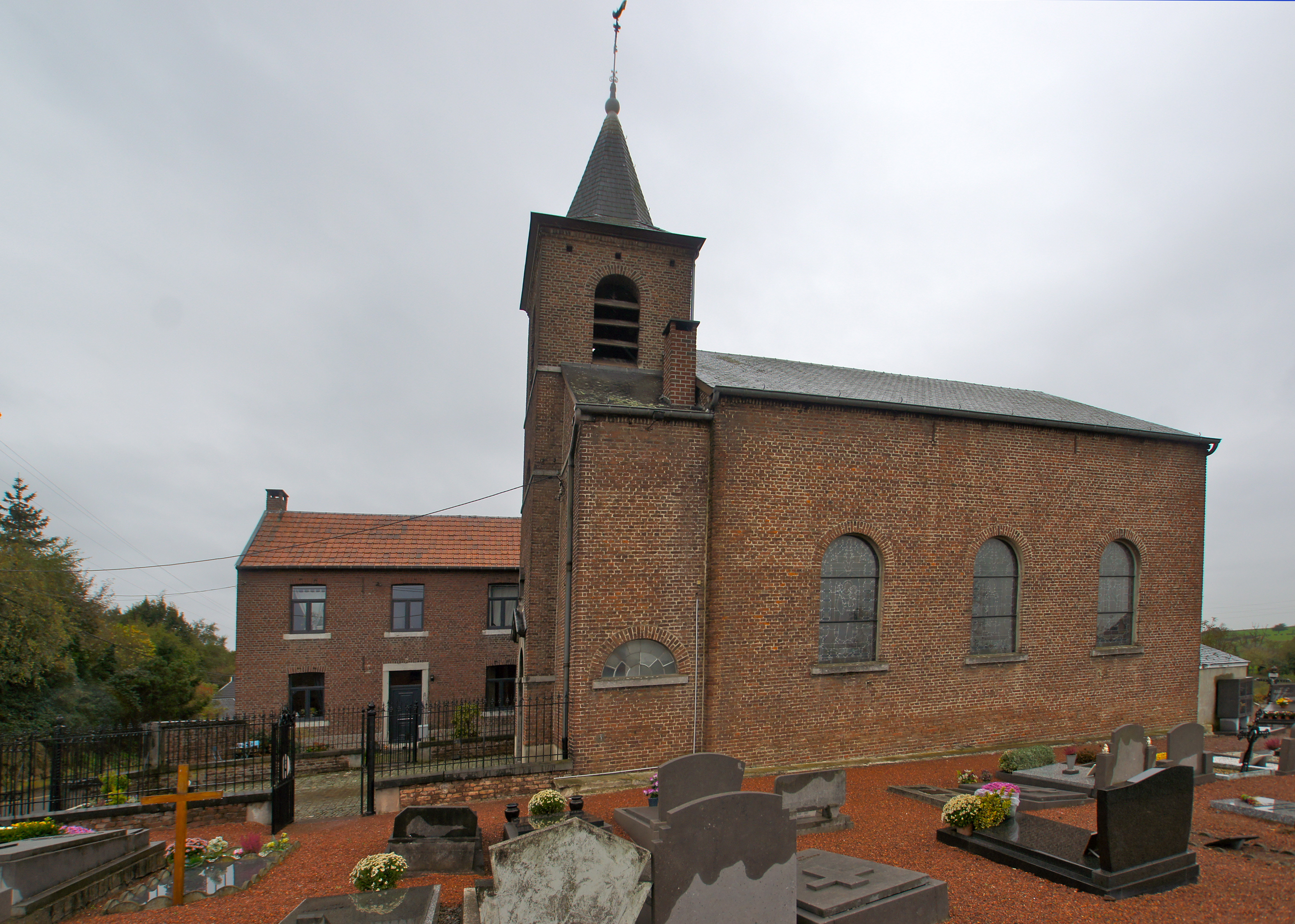
Església de Lambert de Lieja

Des del 1280, el feu pertanyia al capítol de Sant Lambert de Lieja, però l'enclavament liegès va disputar-se sovint amb el comte de Dalhem i el seu successor el duc de Brabant. El Tractat de partició del 1661 va atorgar el poble a la república de les Províncies Unides. Al Tractat de Fontainebleau (1785) la república va cedir Feneur a Àustria en bescanvi de parts del País de Valkenburg. A la fi de l'antic règim era una possessió del capítol de Sant Lambert. La revolució francesa va suprimir el comtat de Dalhem i crear el municipi dins el departament de l'Ourte que va subsistir fins al 1977. El 1815 passà al Regne Unit dels Països Baixos i el 1830 a Bèlgica.
Ara com antany, l'activitat principal del poble és l'agricultura amb la cultura típica del País de Herve: fruita, bestiar, llet i els seus derivats.

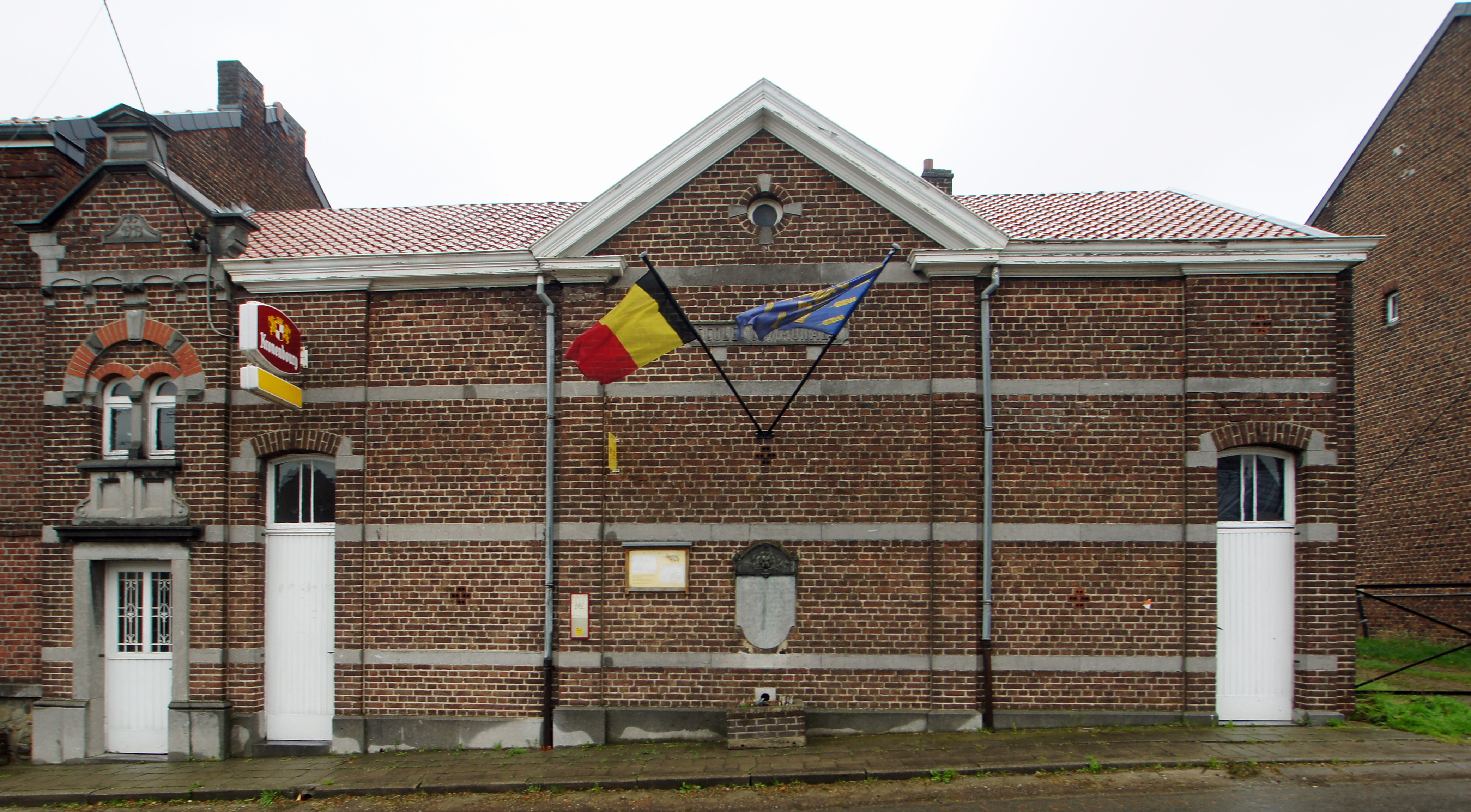
Antiga escola municipal
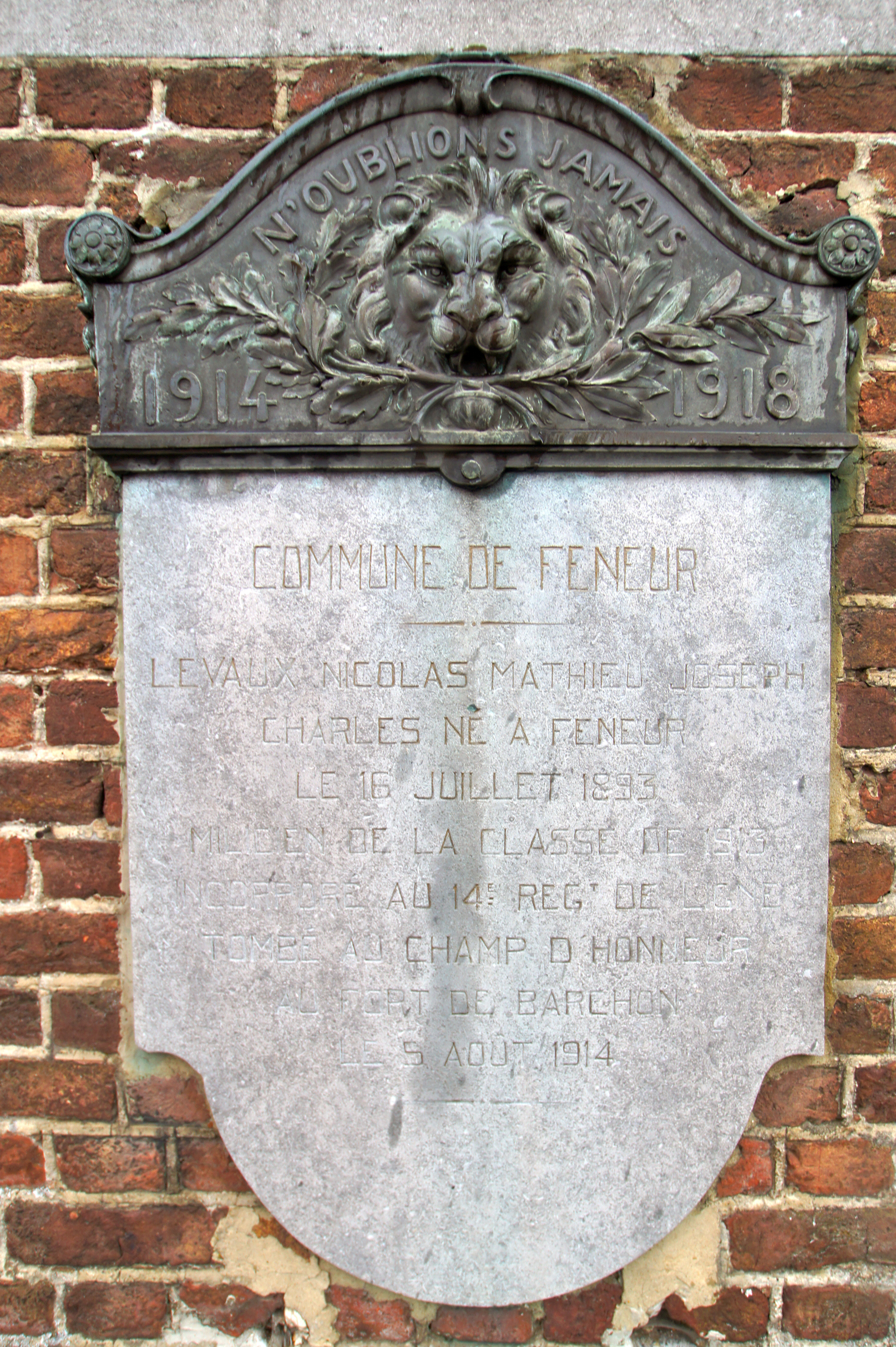
Memorial de les víctimes de la Primera Guerra Mundial
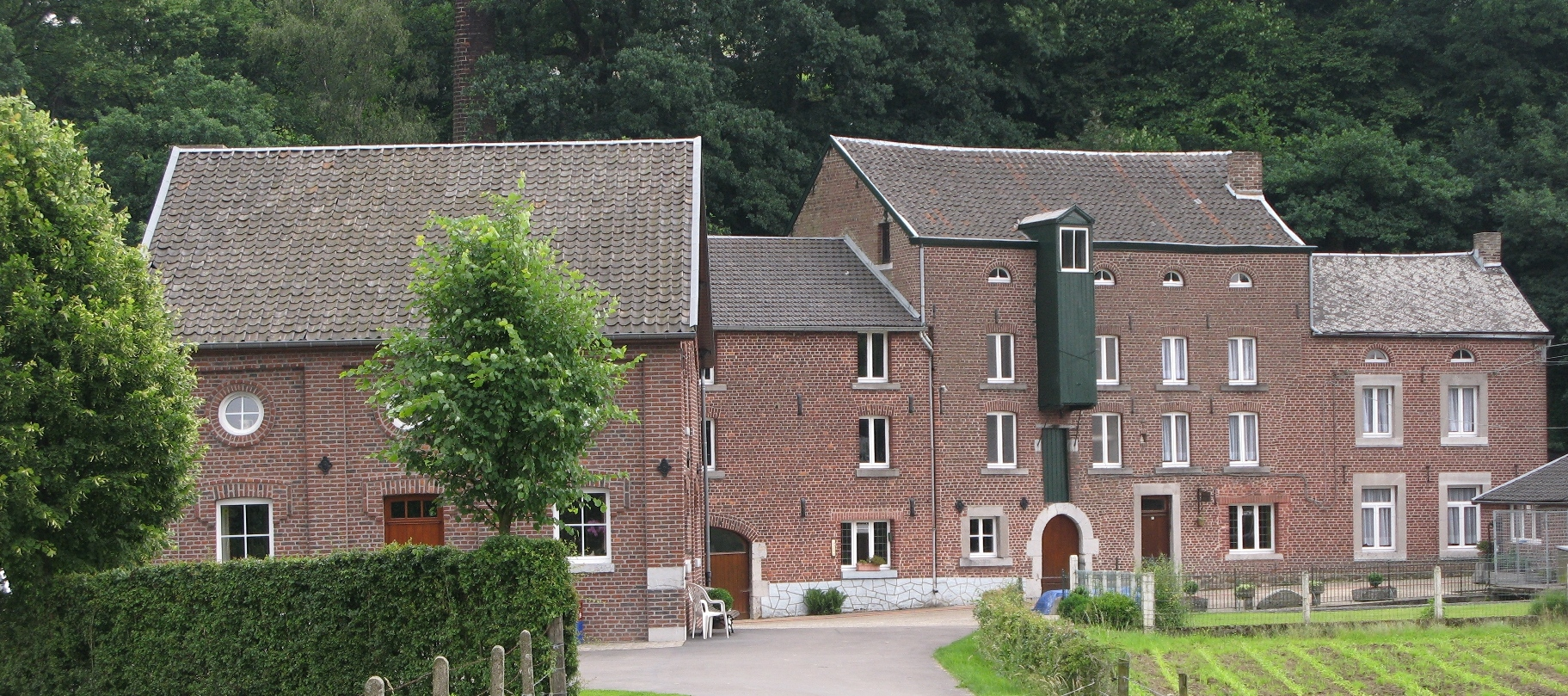
Un dels tres molins
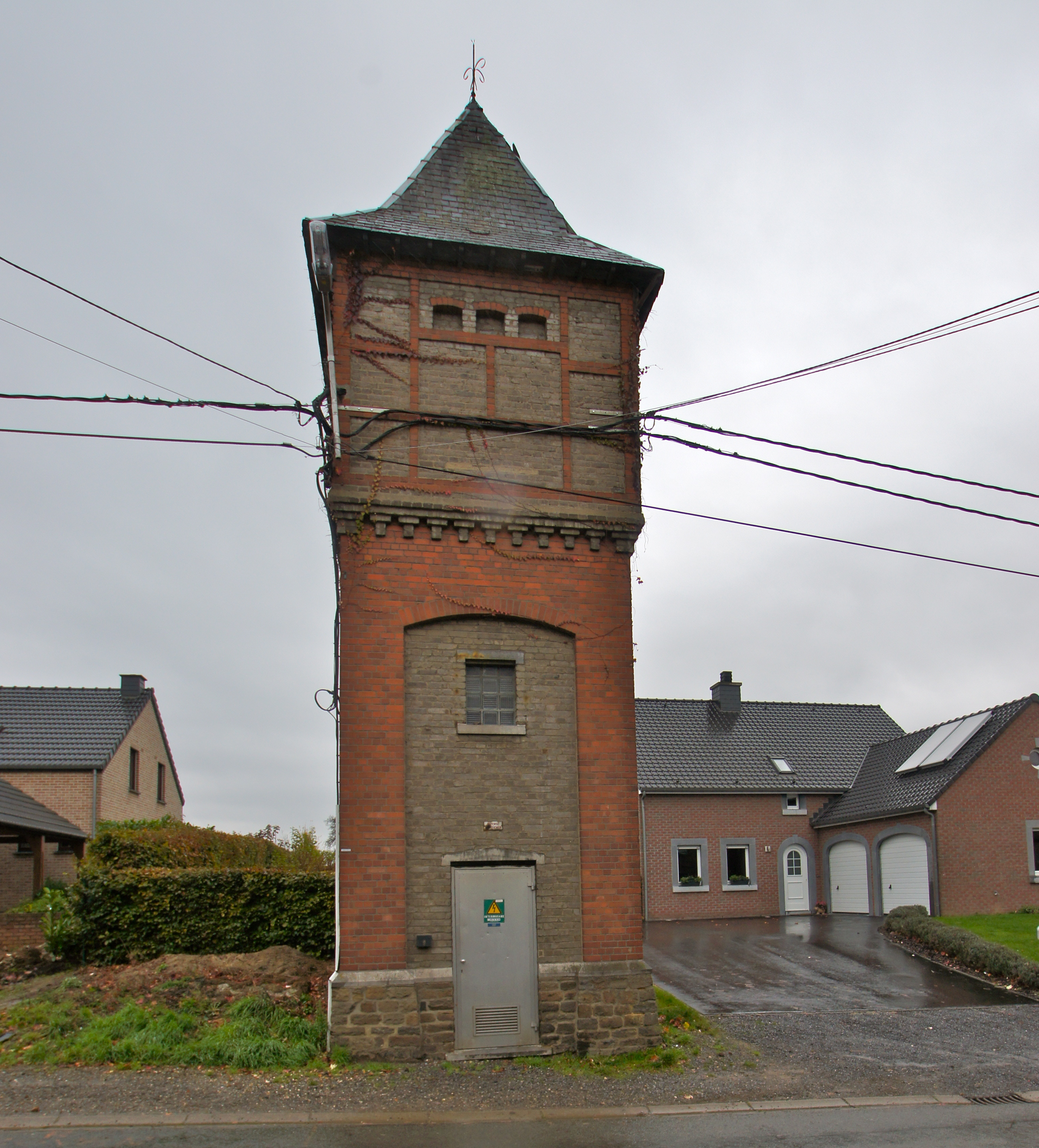
Torre de distribució de l'electricitat i vil·les modernes